# The Last Recruit (Lost)
Az epizód 2010. április 20-án került először adásba az amerikai ABC csatornán a sorozat 116. részeként.  Paul Zbyszewski és Graham Roland írta, és Steve Semel rendezte. Az epizód multi-centrikus.
|  | Alább a cselekmény részletei következnek! |

## Tartalom
A flash-sideways-ben nyomozóként dolgozó Sawyer elkapta a menekülő Kate-et. Sayid kiszabadította az éttermi konyha raktárából Jint, aki lelőtte Mikhailt, ám egy golyó véletlenül a terhes Sunt is eltalálta. Desmond elgázolta Locke-ot, majd megállás nélkül továbbhajtott. A Szigeten Sayid elvitte Widmore csomagját, Desmondot Nemezishez. Flocke egy kúthoz vezette Hume-ot, majd letaszította a mélybe. Hurley, Sun, Frank és Jack megérkeztek Nemezis csoportjához, hogy beszéljenek vezetőjükkel.

## A sziget
Nemezis félrehívja Jacket, hogy négyszemközt beszélgethessenek. A doki megkérdezi, miért pont Locke testét választotta. Flocke azt feleli, azért, mert John elég ostoba volt ahhoz, hogy azt higgye, okkal került a Szigetre, és ki is tartott ezen álláspontja mellett, míg emiatt meg nem halt. Jack pedig visszahozta a testét egy koporsóban, így minden probléma nélkül fel tudta venni az alakját. Shephard megérti, hogy az illetőnek előbb halottnak kell lennie, Nemezis csak akkor nézhet ki úgy, mint ő. Ebből kiindulva megkérdezi, ő használta-e apja, Christian testét is. Flocke helyesel, de hozzáteszi, csak azért tette, hogy segítsen a túlélőknek, bármilyen nehéz is ezt elhinni. Segíteni akart Jacknek, hogy elhagyhassa a Szigetet, de mivel Jacob kiválasztotta őt, a Szigethez lett láncolva. Most viszont Jacob halott, így szabadon elmehetnek, de ez csak akkor lehetséges, ha mindannyian mennek. Jack megemlíti, hogy John Locke volt az egyetlen, aki hitt a Szigetben, mindent megtett azért, hogy ne mehessenek el. Nemezis erre kijelenti, hogy John véleménye már nem számít, ő amúgy is egy vesztes volt.
Nemezis és Jack a tábor felé haladnak, mikor Flocke megáll, és előhívja Claire-t. Littleton beismeri, követte őket, de csak azért, mert Jack a testvére. Nemezis magukra hagyja őket, hogy beszélhessenek egymással. A nő elmondja, már feladta a reményt, hogy a doki valaha is visszatér, de örül, hogy újra látja őt, végre normális családja lehet, az pedig sokat jelent neki, hogy Jack is velük tart. Shephard közli, még nem döntötte el, hogy velük megy-e. Claire erre kijelenti, beszélt Flocke-kal, ezért már vele van.
Sawyer és Kate beavatják barátaikat a tervükbe. Hurley furcsállja, hogy Sayid nem tarthat velük, James ezt azzal indokolja, hogy ő már a sötét oldalon van. Hugo próbálja meggyőzni barátját, hogy az irakit is vigyék magukkal, de erre nem jut sok idő, mert odamegy hozzájuk Claire, hogy üdvözölje Reyest. Közben Nemezis és Jack is visszatérnek. Flocke örömét fejezi ki, hogy újra együtt van a csapat.
Zoe besétál a táborba, hogy beszéljen Nemezissel. Azt követeli, hogy adja vissza, amit elvett tőlük, ám a férfi hárítja a vádakat. Zoe rádión szól társainak, hogy megmutathassák, mire képesek. Pár pillanat múlva egy rakéta csapódik be a tábor közelében. Zoe sötétedésig ad időt Flocke-nak, különben legközelebb nem fogják elhibázni a lövést. Átadja neki a rádiót, majd elsétál. Nemezis szemügyre veszi a szerkezetet, aztán darabokra töri.
Nemezis közli a táborban lévőkkel, hogy most azonnal elindulnak a másik szigetre, hogy felszállhassanak a gépre. Félrehívja Sawyert, és meghagyja neki, hogy a térképen bejelölt vitorlást vezesse el a megbeszélt helyre, ahol mindenki felszáll a fedélzetre. James magával viszi Kate-et is, hogy segíthessen. Flocke ezt követően Sayidot hívja félre. Míg Nemezis távol van, Ford megkéri Jacket, hogy vigye Sunt, Franket és Hurleyt egy régi kikötőhöz, ugyanis nem viszik el a vitorlást Flocke-nak, hanem átverik, és csak ők mennek Widmore-hoz. A doki Sayidot és Claire-t is magával akarja vinni, ám Sawyer kiköti, hogy ők nem csatlakozhatnak. Eközben Nemezis biztos távolságra ér a csapattól, és közli Sayiddal, meg kell ölnie Desmondot, ha még mindig vissza akarja kapni szerelmét.
Jarrah hamarosan el is ér a kúthoz, és ráfogja a pisztolyt a kút mélyén ücsörgő Desmondra. Hume úgy véli, ha Sayid hidegvérrel meg fogja ölni, joga van tudni, mit kap cserébe. Az iraki elmondja, hogy halott szerelmét kapja vissza, és ezt el is hiszi, mert Nemezis őt is visszahozta a halálból. Des megkérdezi, mit fog mondani a nőnek, ha kíváncsi lesz rá, mit tett azért, hogy újra együtt lehessenek.
Sawyer és Kate elérik a partszakaszt, ahonnan kiúszhatnak az Elizabeth vitorláshoz. James itt mondja el neki, hogy nem veszik fel Nemezist, hanem Jackékkel együtt áthajóznak Widmore-hoz. Austennek feltűnik, hogy Ford nem említette Claire nevét, neki pedig ez nem tetszik, hiszen ő azért tért vissza a Szigetre, hogy hazavigye Littletont. Sawyer azzal indokolja a kihagyását, hogy Claire megváltozott, már nem a régi, így nem kellene Aaron közelében lennie. Miután ezt tisztázták, belevetik magukat a vízbe, és kiúsznak a vitorláshoz.
Nemezis csoportja a találkozási pont felé menetel. Jack arról kérdezi Claire-t, bízik-e Flocke-ban. Littleton kijelenti, teljes mértékben megbízik benne, mert ő nem hagyta magára őt. Nemezis Sunnál érdeklődik, hogy látta-e Sayidot, hiszen már fél mérfölddel korábban csatlakoznia kellett volna a menethez, azonban Sun nem válaszol. Flocke meghagyja Cindynek, hogy haladjanak tovább, ő visszamegy megnézni, hogy nem hagytak-e hátra senkit. Amint elindul az ellenkező irányba, Jack félrehívja Sunt, Hurleyt és Franket, és közli velük, azonnal indulniuk kell Sawyerhez. Rögtön el is szaladnak, azonban Claire észreveszi őket.
Nemezis végre rátalál Sayidra, és számon kéri rajta, hol késlekedett. Az iraki azzal magyarázza a késést, hogy egy fegyvertelen embert kellett megölnie, így kellett neki egy kis felkészülési idő. Flocke bizonytalan, ezért megkérdezi Jarraht, végzett-e Desmonddal. Sayid szemrebbenés nélkül azt feleli, hogy természetesen megölte őt, akár személyesen is meggyőződhet róla.
Jackék odaérnek a hajóhoz, ám Claire követte őket, és szeretné tudni, miért Nemezis nélkül távoznak. Kate szerint Flocke nem tartozik közéjük, ezért nem jöhet velük. Sawyer már indulna, ám Austen megfenyegeti, ha Claire nem tarthat velük, akkor ő sem megy. Kate végül megnyugtatja Littletont azzal, hogy elmondja, érte jött vissza, hogy hazavihesse Aaronhoz. Claire átadja fegyverét, és felszáll a hajóra, de figyelmezteti a többieket, Nemezis nagyon dühös lesz, ha rájön, hogy nélküle távoztak.
Sawyer elmondja Franknek, úgy tervezi a tengeralattjáróval hazajutást, hogy az első alkalommal, ahogy lejutottak valahogy a járműbe, fegyverrel kényszeríti a kapitányt az indulásra. Lapidos tetszését elnyeri az ötlet, így nyugodtan elmegy, és felbont pár konzervet a többiekkel. James megkéri Kate-et, vegye át tőle a kormányt, míg ő Jackkel beszél. Megemlíti a dokinak, hogy furcsa őt a fedélzeten látni, hiszen a parancsok követése nem tartozott az erősségei közé. Shephard kijelenti, helytelennek érzi, amit tesz, úgy véli, okkal kerültek a Szigetre, és szerinte Nemezis azért akarja, hogy elmenjenek, mert fél tőlük. Fordnak nem tetszik ez az érvelés, ezért választás elé állítja Jacket: vagy velük marad, és megtartja magának az őrültségeit, vagy azonnal beugrik a vízbe, és a Szigeten marad. A doki az utóbbit választja, de még ugrás előtt elnézést kér Sawyertől, hogy miatta halt meg Juliet. Kate azonnal vissza akar fordulni Shephardért, ám James leszögezi, nem mennek vissza senkiért sem.
Jack kiér a partra, ahol már Nemezis és csapata várja. Flocke sejti, hogy Sawyer elvitte a hajót, ezt pedig a doki meg is erősíti.
Eközben Jamesék kiúsztak a másik sziget partjára. Hamarosan megjelenik Zoe és még pár fegyveres. Fordék csapata leteszi a fegyvert, Zoe pedig kikapcsoltatja a kerítést. A fák közül Jin sétál ki, hamar észre is veszik egymást Sunnal, így megtörténik a régen várt újraegyesülés férj és feleség között. Sun visszanyerte angoltudását is. Ekkor Zoe és emberei megemelik a fegyverüket, és térdre kényszerítik a jövevényeket. Saywer teljesen felháborodik, hiszen alkut kötött Widmore-ral. Zoe kijelenti, az alku immár semmis. Ezt követően beszól a központba, hogy indítsák a támadást, ha megtalálták Flocke-ot.
Nemezis parton álló csoportjának a közepébe csapódik az első rakéta, a robbanás Jacket is méterekre repíti. Flocke felkapja a kába dokit, és robbanások közepette beviszi a dzsungelbe. Megnyugtatja Shephardöt, hogy nem lesz semmi baj, most már vele van.

## Flash-sideways
Locke-ot mentőautóval szállítják a kórházba, Ben is vele van. Johnnak van annyi ereje, hogy elmondja, Helent értesítsék, őt akarta feleségül venni. Linus megnyugtatja, hogy az esküvőt meg fogják tartani, Locke-nak nem lesz semmi baja. Hamarosan megérkeznek a kórházhoz, velük pont egy időben ér oda Sun mentőautója is. Egy darabig egymás mellett tolják a két hordágyat, ekkor Sun felismeri a mellette fekvő Johnt, megijed, és kétségbeesve azt mondja Jinnek, hogy „ő az”. Locke magatehetetlenül fekszik, és mosolyog.
Sawyer a rendőrségen Kate aktáját olvassa, majd felhozza a nőnek, hogy a reptéren találkoztak, szerinte nem lehet véletlen, hogy most ismét látják egymást. Austen megkérdezi a férfit, miért nem tartóztatta le a liftben, hiszen látta a bilincsét. James azt feleli, nem látott ő semmilyen bilincset, ám Kate átlát rajta, tudja, hogy titokban volt Ausztráliában, és nem akarta, hogy ez kiderüljön. Miles szól társának, hogy találtak egy férfit egy felvételen, aki szerintük az éttermi gyilkosság elkövetője lehet. Fordék úgy döntenek, megkeresik Sayidot.
Claire sétál be egy épületbe, hogy bejelentkezhessen az örökbeadási irodához. Beírja magát a recepciós listájára, ekkor lép hozzá oda Desmond. Együtt mennek fel a mozgólépcsőn, közben Des felajánlja neki, hogy teljesen ingyen szerez egy ügyvédet Littletonnak, hogy megelőzhesse az örökbeadás során esetlegesen felmerülő problémákat. A nő először tétovázik, de enged a férfi ajánlatának, így útba ejtik Hume ismerősét is. Ez a bizonyos ügyvéd Ilana Verdansky, aki meglepődik, mikor megtudja, hogy Desmond Claire-t hozta el neki, hiszen pont őt kereste.
Sayid visszatér testvére házába, és azonnal elkezdi összepakolni dolgait. Elmondja Nadianak, hogy most már minden rendben lesz, de neki távoznia kell, soha többé nem jöhet vissza. Ekkor valaki csenget. Jarrah arra kéri a nőt, hogy tartsa fel őket, ameddig csak tudja. Nadia ajtót nyit, belép Miles, aki rögtön észreveszi az asztalon heverő bőröndöt. Sayid eközben a kert felé távozna, ám Sawyer remekül időzítve kifeszíti a kerti slagot, amiben az iraki el is esik, így Ford könnyedén letartóztatja.
Jack és David megérkeznek ugyanabba az irodaházba, ahova Claire is ment. Shephard épp volt feleségével beszél telefonon, megígéri, hogy a végrendelet meghallgatása után hazaviszi fiukat, de előbb még elmennek együtt enni. Felmennek az ügyvédi irodába, ahol Ilana már vár rájuk, és bejelenti, hogy a végrendeletben említett Claire Littleton rájuk talált. A doki megkérdezi Claire-t, honnan ismerte Christiant, mire Littleton kijelenti, hogy ő a lánya. Jacket sokkolja a hír, meg se bír szólalni. Ekkor megcsörren a telefonja, a kórházból hívják egy sürgős esethez, ami miatt a tárgyalást is el kell napolniuk.
Sun felébred, és örömmel hallja Jintől, hogy mind ő, mind pedig a baba rendben van, nem esett komolyabb bajuk a lövés miatt. Eközben a mellettük lévő folyosón Jack elköszön fiától, majd átöltözik a műtéthez. Bemosakodás közben meghallgatja a beteg állapotát, és egyetért abban, hogy nehéz munka lesz, hiszen a páciens durazsákja már eleve össze volt zúzódva. Bemennek a műtőbe, és már épp kezdenék a műtétet, mikor Jack belenéz az ágy alatti tükörbe, és megismeri Locke-ot, azt a férfit, akivel a repülőtéren találkozott az elveszett tárgyak osztályán.
|  | Itt a vége a cselekmény részletezésének! |